# جو ايسبوسيتو (كاتب)
جو ايسبوسيتو (بالإنجليزية: Joe Esposito)‏ هو كاتب أمريكي، ولد في 22 يناير 1938 في شيكاغو في الولايات المتحدة، وتوفي في 23 نوفمبر 2016 في كالاباساس في الولايات المتحدة.

## وصلات خارجية
- جو ايسبوسيتو على موقع IMDb (الإنجليزية)
- جو ايسبوسيتو على موقع قاعدة بيانات الفيلم (الإنجليزية)